# Granete

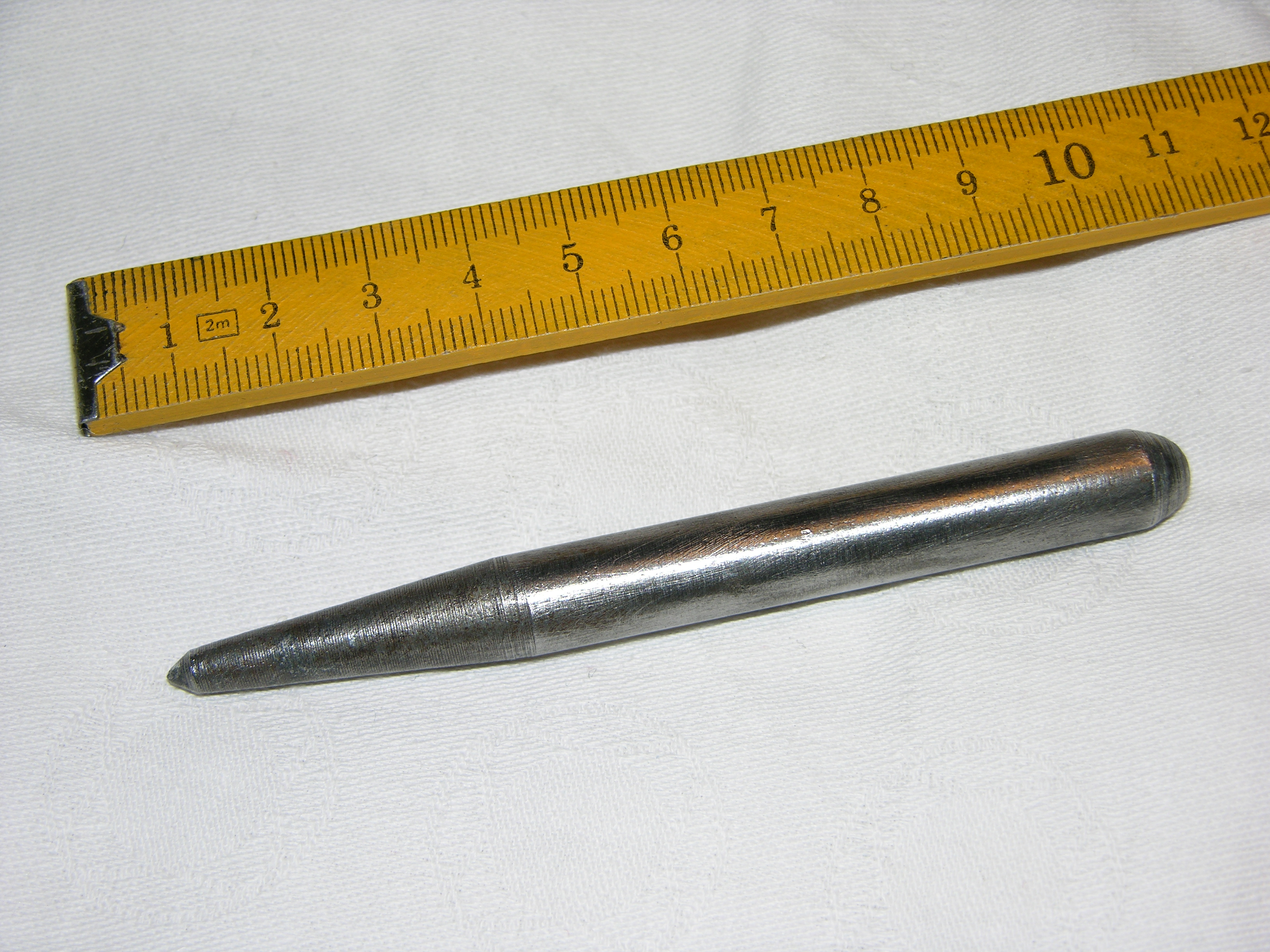
Punto de marcar

Se denomina granete o punto de marcar a una herramienta manual que tiene forma de puntero de acero templado, afilado en un extremo con una punta de 60° aproximadamente, que se utiliza para marcar el lugar exacto que se ha trazado previamente en una pieza donde haya que hacerse un agujero,a través de un punto (usualmente con la ayuda de un martillo).